# Laeospira helenpixelli
Laeospira helenpixelli är en ringmaskart som först beskrevs av Rioja 1942.  Laeospira helenpixelli ingår i släktet Laeospira och familjen Serpulidae. Inga underarter finns listade i Catalogue of Life.